# Franciscans espirituals

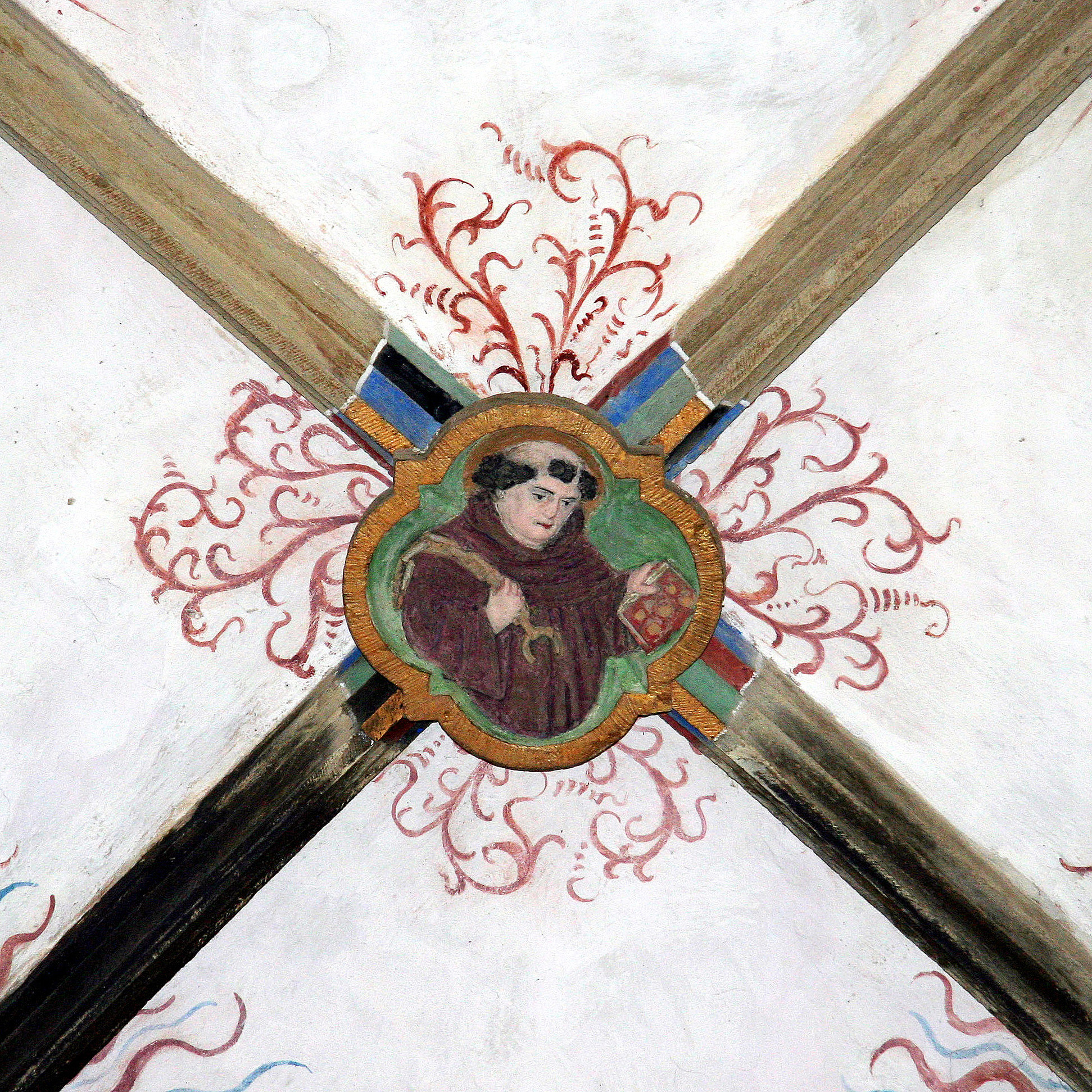
Imatge d'un franciscà.

Els franciscans espirituals foren un moviment dins de l'Orde Franciscà que defensava la més integral, gelosa, rígida i espiritual observança de la Regla i del Testament de Sant Francesc d'Assís. En les fonts medievals s'anomenen també fratres zelantes, fratres pauperes, pauperes eremitae i d'altres denominacions. Sorgiren poc després de la mort de Bonaventura de Bagnoregio el 1274 i foren condemnats el 1318 per Joan XXII. Després de la condemna tingueren diversos finals: uns se sotmeteren, d'altres formaren una nova fundació que tingué per cap Angelo da Clareno, i d'altres es passaren als rebels fraticels. Fins al 1318 els tres focus dels espirituals foren les Marques i la Toscana a Itàlia, Provença a França i el Regne d'Aragó a Espanya.
El conflicte comportà la separació del primer orde franciscà en dos grups, els franciscans conventuals i els franciscans d'observança.

## Idees característiques
En primer lloc, el joaquinisme, ço és, l'adhesió a les idees de Joaquim de Fiore (†1202). Després, la insistència en una observança rígida de les voluntats i de l'exemple de Sant Francesc d'Assís, sobretot quant a la pobresa. Rebutjaven tota interpretació o limitació pontifícia de la Regla, arribant a negar la competència papal a aquest respecte. A més a més, hi havia una aversió envers els estudis, a causa de llur convicció que comprometien els primitius ideals de Sant Francesc. Finalment, la tendència a la vida més retirada, contemplativa i eremítica, en contra d'altres tipus d'apostolat.

## Orígens

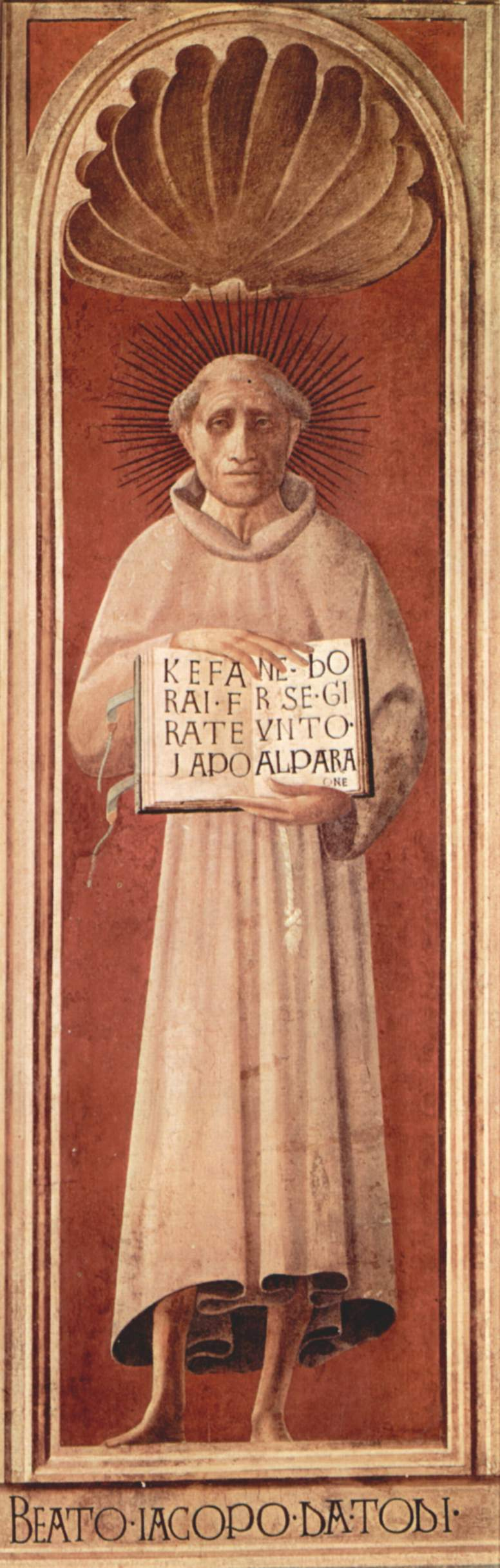
Jacopone da Todi, poeta místic del corrent espiritual, autor del Stabat Mater.

N'hi ha qui creuen que hi hagué antecessors dels espirituals àdhuc entre els companys de Sant Francesc, destacant frai Lleó d'Assís (†1271), Bernard di Quintavalle i el biògraf del fundador Tomàs de Celano. Però abans de la mort de Bonaventura no és possible parlar del moviment espiritualista en sentit ample i marcat.
L'Orde Franciscà quedà jurídicament constituït el 1209. El pare Joan Parente havia aconseguit de Gregori IX, el 1220, la declaració que el testament de Sant Francesc no tenia caràcter d'obligatorietat, però sí la Regla.
Prèviament, havien sorgit dues tendències de la interpretació de la Regla respecte de l'incís de «no fer glosses»: Mentre uns entenien «sense glossa, a la lletra», els anomenats espirituals entenien «sense glossa, raonablement», afanant-se en la llibertat espiritual per guardar la Regla de manera més estricta, perquè creien que l'esperit de la Regla era practicar-la «sense glossa». Això fou l'origen de les lluites.
Mentre els papes busquen enfortir la unitat amb les interpretacions que donen a la Regla, el descontentament creix entre la comunitat, que proposen una observança més benigna, i els anomenats espirituals, que lluiten perquè se'ls permeti observar amb llibertat la Regla interpretada a llur manera. Els seus famosos líders, Angelo da Clareno, Ubertí de Casale i Pèire Olieu, foren afavorits per Celestí V, que els concedí certa autonomia.

## Desenvolupament
Bonifaci VIII, en canvi, els llançà excomunions. Durant el pontificat de Climent V (†1314) els espirituals de Provença es convertiren en els primers acusadors de la comunitat de l'orde, interpretant algunes idees de Sant Francesc, de Joan de Parma, d'Hug de Digne i del propo Olivi segons el seu pensament, arribant a emprar les narracions de la primitiva història franciscana per donar suport a llurs idees.
El 1310 Climent V es decidí a realitzar una investigació en l'Orde Franciscà. Mentrestant, sortiren pamflets d'acusació i de defensa per totes dues parts. Àdhuc el Concili de Viena de 1311-1312 s'ocupà d'aquestes qüestions, investigació que cristal·litzà en la declaració papal de la Regla Franciscana: Exivi de Paradiso.

## Condemna
Les lluites relacionades amb el conflicte sorgit entre els espirituals i la comunitat acabaren en l'època de Joan XXII, essent Ministre General de l'Orde Michele de Cesena, escollits tots dos el 1316.
Joan XXII, a partir del 1316, intentà conduir els espirituals a l'obediència. En trobar-hi greus resistències, el Papa publicà la constitució Quorumdam exigit (7 d'octubre de 1317), en què declarava que els superiors de l'Orde són qui han de jutjar les necessitats materials dels súbdits i reafirmava la necessitat de l'obediència. Posteriorment, amb la butlla Sancta Romana, del 30 de desembre de 1317, foren condemnats els rebels sota llurs diferents denominacions: fraticels, etc, i poc després la butlla Gloriosam Ecclesiam (23 de gener de 1318), amb la qual els espirituals desobedients foren definitivament condemnats.
En l'Orde Franciscà, però, encara s'hi succeïren diverses alternatives de lluita al voltant de la pobresa. Les declaracions realitzades pel Capítol de Perusa, celebrat el 1322, mouen el Papa a redactar l'Encíclica Ad Conditorem, condemnant la doctrina dels espirituals de Perusa. Després, dictà una ordre el 1328, deposant Michele de Cesena, rebel a l'autoritat pontifícia i partidari del pretenent a la corona imperial, el príncep Lluís de Baviera.

## Franciscans representatius
Els principals representants del grup denominat espirituals foren:
- Pèire Olieu (†1298): lector a París i després a Florència. Home de santa vida i un dels més grans doctors de l'Orde, que a Avinyó prengué al seu càrrec la defensa dels espirituals, qui el veneraven com llur profeta, i depurà en part les doctrines de l'abat Joaquim.
- Angelo da Clareno (†1137): patí moltes proves i persecucions per sostenir obstinadament les seves doctrines. A la seva Historia Septem tribulationum Ordinis Minorum enalteix la memòria dels caps dels espirituals, interpretant amb parcialitat la vida i fets de Francesc d'Assís. Durant alguns temps els clarenistes aconseguiren certa autonomia i perduraren fins al pontificat de Pius V.
- Ubertí de Casale (†1330): persona de caràcter complex, que obrava més per passió que per devoció. Sostingué els ideals espirituals amb hàbil i fogosa dialèctica. Escrigué una apologia del joaquinisme: Arbor crucifixae vitae Jesu. Després de la seva lluita contra les relaxacions de la comunitat, obtingué del papa Joan XXII llicència de passar-se als benedictins.